# Club Deportivo Nacional de Madrid
El Club Deportivo Nacional de Madrid fue un club de fútbol de la ciudad de Madrid, que estuvo jugando en la Segunda División de España en las temporadas 1934-35 y 1935-36 y disputó el Campeonato Regional Centro, junto con el Club Atlético de Madrid y el Real Madrid Club de Fútbol.
Logró ganar una liga de Tercera División de España en 1932 —obteniendo el ascenso a Segunda División— y una Copa de Castilla en 1934, entre otros.
Los primeros partidos los jugaba en el campo de la Residencia de Estudiantes, también conocido como Fomento de las Artes, en la calle Pinar. Posteriormente, disputó sus encuentros en el Campo de El Parral (también conocido como campo de Fuente del Berro), situado en el actual distrito de Salamanca, en el barrio de Goya.
El club desapareció tras la guerra civil española.

## Historia

### Denominaciones
- C. D. Nacional (1924-1932; 1934-1939)
- C. D. Madrid (1932-1934)

## Palmarés deportivo
Datos deportivos del Club Deportivo Nacional de Madrid.
| Temporada | División | Posición | Copa del Rey |
| --------- | -------- | -------- | ------------ |
| 1929-30   | 3.ª      | 2.º      |              |
| 1930-31   | 3.ª      | 5.º      |              |
| 1931-32   | 3.ª      | 1.º      | 1/8 de final |
| 1932-33   | 3.ª      | 2.º      |              |
| 1933-34   | 3.ª      | 6.º      |              |
| 1934-35   | 2.ª      | 5.º      |              |
| 1935-36   | 2.ª      | 6.º      |              |

- 2 temporadas en Segunda División
- 5 temporadas en Tercera División

## Títulos
- Tercera División de España: 1 (1931-32)
- Copa de Castilla: 1 (1934)
- Campeonato de Castilla de Aficionados: 1 (1930-31)
- Campeonato Regional Centro de 2.ª categoría: 1 (1926-27)

- Subcampeón Tercera División de España: 1 (1931-32)
- Subcampeón Campeonato Regional Centro: 1 (1931-32)